# مستشفى الكرنك الدولي
مستشفي الكرنك الدولي أو الأقصر العام هي مستشفي حكومية مصرية تم تطويرها بتكلفة 153 مليون جنيه، ويبلغ عدد الأسْرة 166 سريرًا وتهدف للإرتقاء بمستوى المنظومة الصحية ولتقديم الرعاية الصحية الشاملة التي يحتاجها المواطن لتحسين الخدمات المقدمة للمرضى.

## الوصف
تحتوي المستشفي علي:
- تجمع للغسيل الكلوي بسعة 50 سريرًا.
- قسم طوارئ كامل وجميع الاشاعات.
- وحدة كاملة للمناظير.
- 3 بنك دم تجمعي.
- مبنى مدرسة تمريض.